# The Great North
The Great North est une série télévisée d'animation américaine créée par Minty Lewis, Wendy Molyneux et Lizzie Molyneux-Logelin, diffusée depuis le 3 janvier 2021 sur le réseau Fox.
Dans les pays francophones, la série est disponible sur Disney+.

## Synopsis
Beef Tobin est un père célibataire vivant dans la ville fictive de Lone Moose, en Alaska, avec ses quatre enfants Wolf, Ham, Judy et Moon, ainsi que la femme de Wolf, Honeybee. La vie de Beef est centrée sur l'éducation de ses enfants et le maintien de la famille unie. Il est parfois autoritaire et étouffant, mais son amour profond pour sa famille est un thème central dans chaque épisode de la série.

## Distribution

### Voix originales
- Nick Offerman : Beef Tobin
- Jenny Slate : Judy Tobin
- Will Forte : Wolf Tobin
- Paul Rust : Ham Tobin
- Dulcé Sloan : Honeybee Shaw
- Aparna Nancherla : Moon Tobin
- Megan Mullally :  Alyson Lefebvrere / Madame Tuntley / Vera
- David Herman : Santiago Carpaccio / Gill Beavers / Abelard
- Alanis Morissette : Alanis Morissette
- Ron Funches : Jerry
- Mindy Sterling : Junkyard Kyle

### Voix françaises
- Xavier Fagnon : Beef Tobin
- Kelly Marot : Judy Tobin
- Mathias Kozlowski : Wolf Tobin
- Gabriel Bismuth : Ham Tobin
- Fily Keita : Honeybee Shaw
- Cécile Gatto : Moon Tobin
- Marie Diot : Alanis Morissette

## Production
Le 28 septembre 2018, il a été annoncé pour la première fois que la série était en développement, par Wendy et Lizzie Molyneux et Minty Lewis, avec Loren Bouchard également en tant que producteur exécutif. La série a reçu officiellement une commande de Fox le 9 mai 2019, avec Bento Box Entertainment, Fox Entertainment et 20th Television comme sociétés de production.
Le 13 mai 2019, il a été annoncé que la série devait être diffusée en 2020, mais le 11 mai 2020, cette date a été révisée pour une première diffusion en 2020-2021. Le 22 juin 2020, Fox a renouvelé la série pour une deuxième saison avant sa première diffusion. Le 18 décembre 2020, il a été confirmé que la série serait diffusée en première le 14 février 2021, dans le cadre du bloc de programmation Animation Domination de Fox. Le 17 mai 2021, le lendemain de la diffusion de la finale de la première saison, Fox a renouvelé la série pour une troisième saison. En août 2022, Fox a renouvelé la série pour une quatrième saison. Le 27 janvier 2024, la co-créatrice Wendy Molyneux a annoncé qu'une cinquième saison avait été commandée.

## Épisodes

### Première saison (2021)
1. L'Aventure de l'élan (Sexi Moose Adventure)
2. L'Aventure du festin (Feast of Not People Adventure)
3. L'Aventure du troc d'avocats (Avocado Barter Adventure)
4. L'Aventure romantique à base de viande (Romantic Meat-Based Adventure)
5. L'Aventure du curling interrompu (Curl Interrupted Adventure)
6. L'Aventure d'orgueil et préjudanse (Pride & Prejudice Adventure)
7. Une aventure palpitante (Period Piece Adventure)
8. Une aventure qui donne envie d'y croire (Keep Beef-lievin' Adventure)
9. Les Aventures de Tusk Johnson (Tusk in the Wind Adventure)
10. Jeux de neige (Game of Snownes Adventure)
11. L'Aventure du mariage (	My Fart Will Go On Adventure)

### Deuxième saison (2021 - 2022)
1. L'Aventure de l'appareil dentaire (Brace/Off Adventure)
2. La Grande aventure punk (The Great Punkin' Adventure)
3. L'Aventure des morts-bâillants (The Yawn of the Dead Adventure)
4. L'Aventure de Delmer : recherché vif (Wanted: Delmer Alive Adventure)
5. L'Aventure du bœuf à la Craig de Beef (Beef's Craig Beef Adventure)
6. L'Aventure de Skidmark Holmes (Skidmark Holmes Adventure)
7. Aventures savoureuses (Tasteful Noods Adventure)
8. L'Aventure de la chasse de Beef (Good Beef Hunting Adventure)
9. L'Aventure du retour de Tusk (From Tusk Til Dawn Adventure)
10. L'Aventure de la sauce de Noël (Dip The Halls Adventure)
11. L'Aventure de danse avec Wolf (Dances With Wolfs Adventure)
12. L'Aventure de Mamma Beef (Beef Mommas House Adventure)
13. L'Aventure des Sauvés par la magie (Saved by the Spells Adventure)
14. L'Aventure de la ruée des sièges (Stools Rush in Adventure)
15. L'Aventure des maths en vrac (You've Got Math Adventure)
16. L'Aventure la plus Goldie possible (As Goldie As It Gets)
17. L'Aventure d'une Moon en sursis (Dead Moon Walking Adventure)
18. L'Aventure de Beef au Pays des jouets (Beef's in Toyland Adventure)
19. La Poésie de l'aventure pénale (Poetry Of The Penals Adventure)
20. L'Aventure de la redite de Ham (Say It Again, Ham Adventure)
21. L'Aventure de l'orgueil mouillé (Slide & Wet-judice Adventure)
22. L'Aventure du démon de la fête des Pères (Papa Don't Fiend Adventure)

### Troisième saison (2022 - 2023)
1. Le Restaurant (A Knife To Remember Adventure)
2. La Dispute (Cillian Me Softly Adventure)
3. Le Sortilège (Autumn If You Got Em Adventure)
4. L'Aventure du Code du tout est dit (Code Enough Said Adventure)
5. L'Aventure des caïds de la parade (Woodfellas Adventure)
6. L'Aventure sanguinolente (Blood Actually Adventure)
7. L'Aventure de la mémoire à trous (Mall-mento Adventure)
8. L'Aventure du bateau de Château (Dick, Rick, Groom Adventure)
9. L'Aventure d'elle est trop Bee (Bee's All That Adventure)
10. L'Aventure de Noël avec les poufiasses (Xmas With The Skanks Adventure)
11. L'Aventure des esprits rangeurs (Arranger-ous Minds Adventure)
12. L'Aventure du matelas maudit (Enough Bed Adventure)
13. L'Aventure du pacte des sœurs (Sister Pact Too Adventure)
14. L'Aventure du garçon découvrant le monde (Boy Meats World Adventure)
15. L'Aventure des rendez-vous difficiles (Can't Hardly Date Adventure)
16. L'Aventure du bus de la chorale (Great Bus of Choir Adventure)
17. L'Aventure de l'ours au trésor (A Bear-tiful Find Adventure)
18. L'Aventure du père évasif (Pa-Shank Redemption Adventure)
19. L'Aventure du crottin génial (Rear Genius Adventure)
20. L'Aventure de la barrique de la discorde (Barrel Be Blood Adventure)
21. Pour qui se répand la puanteur (1/2) (For Whom the Smell Tolls Adventure: Part One)
22. Pour qui se répand la puanteur (2/2) (For Whom the Smell Tolls Adventure: Part Two)

### Quatrième saison (2024)
1. L'Aventure du mauvais orateur (Bad Speecher Adventure)
2. L'Aventure libertine de Beef (Risky Beefness Adventure)
3. L'Aventure de la tante extravagante (Aunt Misbehavin' Adventure)
4. L'Aventure du maire d'un jour (Ready Mayor Won Adventure)
5. L'Aventure de l'amitié (Cheese All That Adventure)
6. L'Aventure du hockey anti-rente (The Mighty Pucks Adventure)
7. Judy présente : le millemarche (Judy Presents: The Staircake)
8. L'Aventure de Beef contre l'ours (Bear Of Beeftown Adventure)
9. L'Aventure d'Idita-Ruth (Idita-Ruth Adventure)
10. La Grande Aventure de Chug (A Chug's Life Adventure)
11. L'Aventure des grand espoirs (High Expectations Adventure)
12. L'Aventure du procès pendant la tempête (Any Court In A Storm Adventure)
13. L'Aventure du vent dans les voiles (You've Got Sail Adventure)
14. L'Aventure anti-médecin (Doctor? No! Adventure)
15. L'Aventure des cinquante pires rencards (Fifty Worst Dates Adventure)
16. L'Aventure du chou encombrant (Excess Cabbage Adventure)
17. L'Aventure du club des mauvais conducteurs (Welcome To Miami Adventure)
18. L'Aventure de la virée à Miami (Worst Drives Club Adventure)
19. L'Aventure de la quête du piailleur (Look Who's Squawking Adventure)
20. L'Aventure de la pêche sur glace (Am I The Ice Hole? Adventure)

### Cinquième saison (2025-)
1. The Lies Aquatic Adventure
2. The Prince of Hides Adventure
3. Bots on the Side Adventure
4. Silence of the Dams Adventure
5. Bust a Moon Adventure
6. Can't Hardly Debate Adventure
7. It's Compli-skated Adventure
8. Ghouls Rush In Adventure
9. Dial M for Moon-der Adventure
10. Ham to Lose a Guy Adventure
11. Dungeon Aunt Dragons Adventure
12. Sunset Beeflevard Adventure

## Distinctions

### Nomination
- 2022 : Critics' Choice Television Award : Meilleure série d'animation